# The Church of Rock and Roll
The Church of Rock and Roll är det amerikanska rockbandet Foxy Shazams fjärde studioalbum, utgivet den 24 januari 2012 av I.R.S. Records. Albumet producerades av Justin Hawkins och spelades in i Bungalow Castle i Lowestoft, England.

## Låtlista
Alla låtar är skrivna och komponerade av Foxy Shazam och Justin Hawkins. 
| Nr           | Titel                       | Längd |
| ------------ | --------------------------- | ----- |
| 1.           | The Church of Rock and Roll | 2:08  |
| 2.           | I Like It                   | 2:49  |
| 3.           | Holy Touch                  | 2:59  |
| 4.           | Last Chance at Love         | 3:18  |
| 5.           | Forever Together            | 3:08  |
| 6.           | (It's) Too Late Baby        | 4:02  |
| 7.           | I Wanna Be Yours            | 2:39  |
| 8.           | Wasted Feelings             | 3:44  |
| 9.           | The Temple                  | 3:27  |
| 10.          | The Streets                 | 4:36  |
| 11.          | Freedom                     | 3:33  |
| Total längd: | Total längd:                | 36:23 |

## Medverkande
| Foxy Shazam - Eric Nally – sång - Loren Turner – gitarr - Daisy – bas - Sky White – klaviatur - Aaron McVeigh – trummor - Alex Nauth – trumpet, kör | Produktion - Justin Hawkins – producent, ljudtekniker, mixning - Jesse Korman – inspelningstekniker - Kevin Antrissian – inspelningstekniker - Stephen Marcussen – mastering | Omslag - Jesse Dean Fox – omslagsfoto - Eric Nally – design - Brendan Walter – design - Jesse Korman – layout - Sam Spratt – målning |

## Listplaceringar och certifikat
| Land | Topplacering | Ref   |
| ---- | ------------ | ----- |
| USA  | 115          | [ 1 ] |